# Kétegyháza (stacja kolejowa)
Kétegyháza (węg. Kétegyháza vasútállomás) – stacja kolejowa w Kétegyháza, w komitacie Békés, na Węgrzech. 
Stacja znajduje się na ważnej linii 120 Budapest – Újszász – Szolnok – Lőkösháza i obsługuje pociągi wszystkich kategorii. 

## Linie kolejowe
- Linia 120 Budapest – Újszász – Szolnok – Lőkösháza
- Linia 121 Kétegyháza – Mezőhegyes – Újszeged
- Linia 953 Kétegyháza – Nadab